# Bröstförminskning

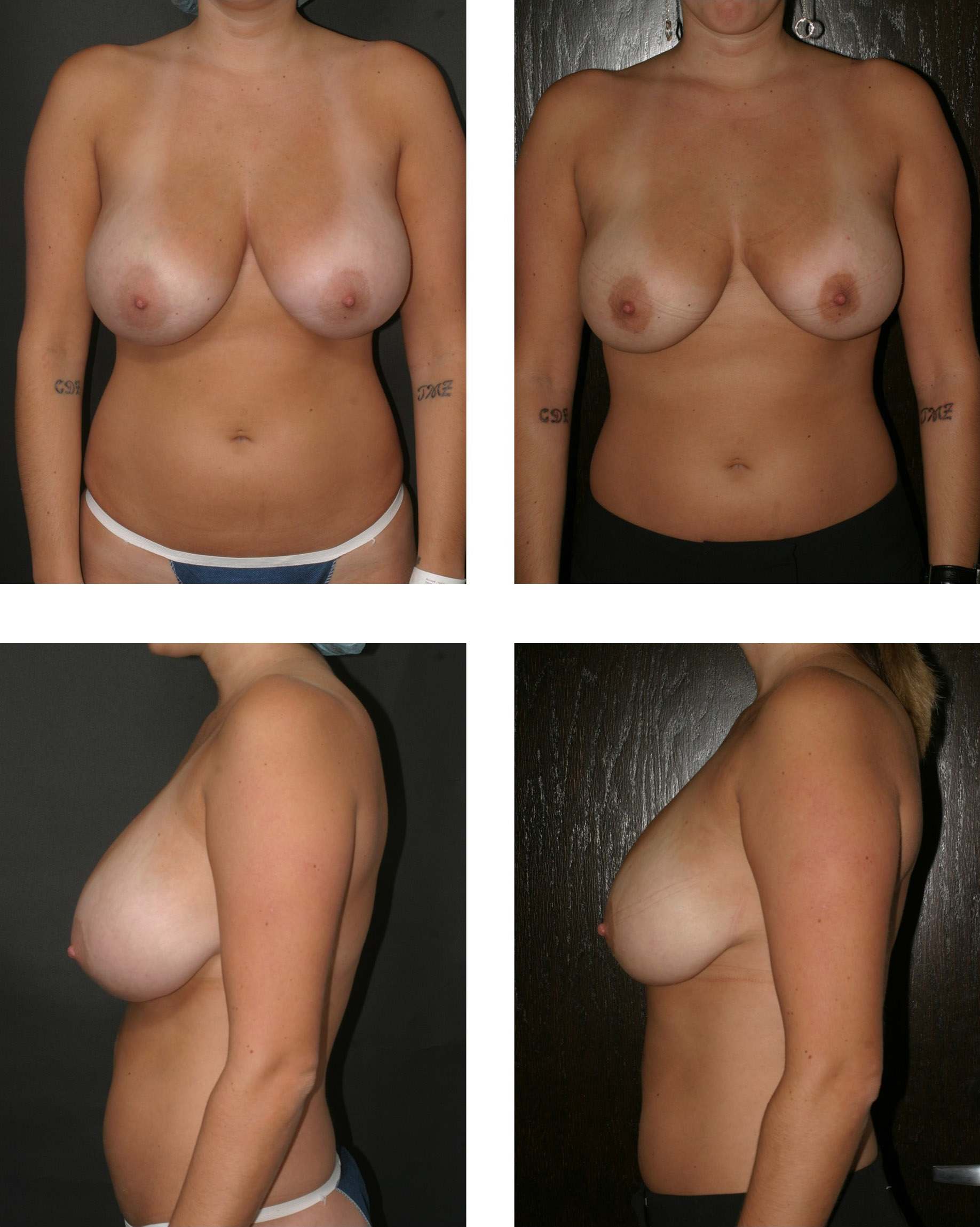
Före och efter bröstförminskning.

Bröstförminskning, eller bröstreduktion, är en plastikkirurgisk operation som syftar till att minska på bröstkörtelvävnaden. Vanligaste orsaken är gigantomasti, att en tung byst orsakar smärtor i rygg och nacke. En annan orsak kan vara rent kosmetisk; i samband med bröstreduktion sker också ett lyft av brösten. Bröstförminskning kan även utföras på män som lider av gynekomasti.
Det finns olika metoder för att genomföra denna typ av operation men de kan i huvudsak delas upp i två grupper: de som resulterar i ett ärr av "ankarform" och de som inte ger det horisontella ärret under brösten. Det finns många egennamn förknippade med dessa metoder exempelvis Strömbäck med den förstnämnda och LeJour med den sistnämnda.
Grundprincipen är densamma för alla metoder nämligen att flytta vårtgård och vårta upp till en normalposition samtidigt som man försöker spara så mycket som möjligt av de kärl och nerver som försörjer dessa, skära bort delar av körtelvävnaden, avlägsna hud nedom vårtgården och slutligen använda kvarvarande hud till att forma det "nya" bröstet.
Efter operationen är brösten vanligen spända och hårda. Det tar flera månader innan de mjuknat och hittat sin form. Det tar ett år innan ärren bleknat maximalt men de blir aldrig helt osynliga.
Risker med denna typ av operation är framför allt blödningar efter operationen och infektioner. Det finns även risk för försämrad känsel i bröstvårtorna och om man planerar att skaffa barn skall man veta om att det finns en risk för problem med amningen efter en bröstförminskning.
I Sverige utförs bröstreduktioner inom den offentliga vården på dem som har kraftigt förstorade bröst. Indikationerna för vilka som erbjuds offentligt finansierad operation förändras löpande men skall i dag var lika i samtliga landsting. Många genomgår även denna typ av operation inom den privata vården och betalar då själva.